# Church of Hawkwind
Church of Hawkwind è il dodicesimo album in studio della space rock band britannica Hawkwind, registrato nel 1981 / 82 e pubblicato nel 1982.
Per questo album gli Hawkwind cambiano nome in "Church of Hawkwind".

## Tracce
1. Angel Voices – 1:21 –  (Brock/Bainbridge)
2. Nuclear Drive – 3:39 –  (Brock)
3. Star Cannibal – 5:31 –  (Brock)
4. The Phenomenon of Luminosity – 2:40 –  (Brock)
5. Fall of Earth City – 3:24 –  (Brock/Bainbridge/Lloyd-Langton)
6. The Church – 1:32 –  (Brock/Lloyd-Langton)
7. Identimate – 3:45 –  (Brock)   (Bonus track)
8. Some People Never Die – 3:52 –  (Brock)
9. Damage of Life – 5:50 –  (Brock)  (Bonus track)
10. Experiment With Destiny – 2:31 –  (Brock/Bainbridge)
11. Mists of Meridin – 5:13 –  (Brock/Davey)  (Bonus track)
12. Looking in the Future – 4:03 –  (Brock)
13. Joker at the Gate – 1:51 –  (Brock/Bainbridge)
14. Light Specific Data – 3:48 –  (Brock)
15. The Last Messiah – 1:27 –  (Brock/Bainbridge)

## Formazione
- Dave Brock - chitarra, basso, tastiere, voce
- Huw Lloyd-Langton - chitarra, voce
- Harvey Bainbridge - basso, chitarra, tastiere, voce
- Martin Griffin - batteria

## Collaborazioni
- Alan Davey - basso
- Richard Chadwick - batteria